# Deanna Troi
Deanna Troi est un personnage appartenant à l'univers de Star Trek. Elle est l'un des principaux officiers de l'Enterprise-D dans les sept saisons successives de Star Trek : La Nouvelle Génération ainsi que dans les quatre films faisant suite à cette série. C'est la comédienne britannique Marina Sirtis qui lui prête ses traits.

## Biographie
Elle naît le 29 mars 2336 sur la planète Betazed, près du lac El-Nar, de l'union entre Ian Andrew Troi, officier terrien de Starfleet, et Lwaxana Troi, aristocrate bétazoïde héritière de la Cinquième Maison de sa planète d’origine. Conditionnée par sa double origine ethnique, Deanna Troi montre très tôt qu’elle a hérité de la profonde humanité de son père (qui disparaît cependant en mission alors que sa fille est seulement âgée de sept ans) ainsi que de certaines des facultés psychiques de sa mère. Ainsi, ses pouvoirs empathiques (même s'ils sont sensiblement moins développés que ceux des Bétazoïdes à part entière) destinent rapidement cette inconditionnelle du chocolat (sous toutes ses formes, quelle qu’en soit la provenance) et des histoires de Far West à une carrière de psychologue. Deanna Troi ignore toutefois pendant plus de 30 ans qu’elle a vécu les premiers mois de son existence auprès d’une sœur aînée prénommée Kestra (laquelle s’est noyée accidentellement très peu de temps après la venue au monde de sa cadette).
La jeune femme entame donc des études en ce sens sur Betazed, où elle fait également la connaissance de William T. Riker avant d’opter en 2355 pour une carrière au sein de Starfleet. Deanna sort diplômée de l’Académie de Starfleet en 2359 (ses classes ayant probablement été effectuées sur sa planète natale). Quatre ans plus tard, en 2363, c’est avec le grade de lieutenant qu’elle accueille le capitaine Jean-Luc Picard lors de sa prise de commandement de l’Enterprise-D où elle vient pour sa part d’être affectée en qualité de conseillère. Elle remplit ces fonctions avec une remarquable efficacité au cours des années qui suivent et sera rapidement promue lieutenant-commandant, sa brève expérience lors d’une sérieuse avarie qui l’a isolée sur la passerelle du vaisseau en 2368 la poussant même à devenir officier de pont et commander à part entière à la date stellaire 47611. Deanna Troi est toujours conseillère de l’Enterprise-D lorsque la soucoupe du vaisseau s’écrase irrémédiablement sur Véridian III en 2371.
Promise dès l’enfance à Wyatt Miller (le fils d’un ami très proche de son père) selon la coutume bétazoïde, Deanna n’épouse cependant pas le jeune médecin qui choisit en 2364 de suivre les derniers Tarelliens afin de les sauver du mal qui a exterminé la quasi-totalité de leur peuple. Quant à sa relation avec Will Riker, son « imzadi » (un terme bétazoïde signifiant « bien-aimé »), elle est interrompue lorsque les deux jeunes gens sont contraints de se séparer en 2358 (Riker embarquant alors à bord de l' USS Potemkin) et ne renaît pas spontanément de ses cendres au moment de leurs retrouvailles à bord de l' Enterprise-D. La découverte sur une planète d'un « double » de Riker, nommé Thomas Riker, toujours follement amoureux de la Bétazoïde, la plonge toutefois dans le trouble. Deanna Troi reste donc longtemps célibataire, ce qui ne l’empêche pas de porter puis de mettre au monde un « enfant » né en 2365 de sa relation aussi involontaire qu’inconsciente avec une entité non-corporelle. Prénommé Ian Andrew Junior en hommage au propre père de Deanna, ce « fils » naît en 2365 et connaît une croissance prodigieusement accélérée avant de disparaître (quelques jours seulement après sa naissance) lorsqu’il comprend que sa présence représente un grave danger pour la santé de l’équipage.
Ses dons d'empathie ont servi dans bon nombre de missions, mais lui ont aussi apporté des ennuis : en 2366, sur Delta Rana IV, Deanna subit une agression télépathique qui manque la rendre folle. L'année suivante, elle perd temporairement ses pouvoirs empathiques qui l'amènent à démissionner brièvement de Starfleet. Et c'est une fois encore au cerveau de la conseillère que s'en prend le Ullian Jev qui la fait sombrer quelque temps dans le coma.
Successivement attirée dans les années qui suivent par le médiateur Riva, par le négociateur Devinoni Ral, par Aaron Conor (leader de la colonie Génome de Moab IV) ou par l’ambassadeur Ves Alkar, la conseillère de l’Enterprise-D connaît en 2370 une liaison avec Worf jusqu’à la destruction de leur vaisseau l’année suivante. Cet événement marque en effet le départ du Klingon pour la planète Boreth qu'il ne quittera que pour accepter une nouvelle affectation sur la station Deep Space Nine.
Ses qualités de psychologue la poussent à prendre en charge un officier de l'Enterprise-D, Reginald Barclay, mal à l'aise dans le monde réel, et l'aident à le sortir de ses aventures holographiques ou de sa hantise du téléporteur. Elle le retrouve à nouveau en 2376 alors qu'il a repris son accoutumance au Holodeck.
Après la destruction de l’Enterprise-D, Deanna Troi continue à servir sous les ordres de Jean-Luc Picard à bord de l'Enterprise-E (le nouveau bâtiment qui lui a été confié) et elle participe notamment en 2373 à la mission effectuée par l’équipage du navire sur la Terre du XXIe siècle menacée par les Borgs. Grâce à quelques verres de tequila, elle retrouve ainsi la trace de Zefram Cochrane dont les expériences sur le Phœnix doivent absolument aboutir afin d’établir le légendaire « Premier Contact » entre Terriens et Vulcains.
En 2375, Deanna retrouve enfin l’ancienne intimité qui l’avait liée au commander Riker alors que tous deux subissent l’effet des particules en suspension autour de la planète Ba'ku. À l’exemple des autres officiers de l’Enterprise-E, elle prend alors également fait et cause pour les habitants de ce monde idyllique qui courent le risque imminent d’être déportés et dépossédés du secret de leur éternelle jeunesse par les Son’a.
Deanna Troi et William T. Riker deviennent officiellement mari et femme en Alaska (2379). Ils participent alors à une ultime mission en compagnie du capitaine Picard (la jeune femme devant affronter Shinzon dont les capacités télépathiques accrues font un redoutable adversaire) puis le capitaine Riker prend le commandement de l'USS Titan où son épouse officie à ses côtés en qualité à la fois de Premier Officier et de Conseillère.